# 1837 au Nouveau-Brunswick
Chronologie du Nouveau-Brunswick
- 1833
- 1834
- 1835
- 1836
- 1837
- 1838
- 1839
- 1840
- 1841

Cette page concerne des événements survenus en 1837 dans la colonie du Nouveau-Brunswick.

## Événements
- Création du Comté de Restigouche.
- Fondation du village Harvey par les écossais.
- Robert Hazen succède à John Robertson au poste du maire de Saint-Jean.
- 1er mai : John Harvey succède à Archibald Campbell comme lieutenant-gouverneur du Nouveau-Brunswick.

## Naissances
- Charles Black, député.
- 11 avril : George McCall Theal, journaliste
- 14 mai : Lévite Thériault, député.
- 24 septembre : Jabez Bunting Snowball, lieutenant-gouverneur du Nouveau-Brunswick.